# Re:ache
Re:ache è il diciannovesimo ed ultimo singolo degli High and Mighty Color, pubblicato l'11 agosto 2010. La band venne dichiarata ufficialmente sciolta poco dopo l'uscita del singolo.

## Il disco
È il primo della band a venir distribuito in copie fisiche da Remember, nonché l'unico di questo tipo con la cantante HALCA. Pubblicato da Sony Music (la cui ultima pubblicazione degli HaMC era il singolo Remember), è strutturato in un CD e un DVD: il primo contiene tre tracce inedite e una versione live di RED eseguita alla convention anime Sakura-Con; il secondo contiene i video di Re:ache e good bye, e l'intero concerto al Sakura-Con del 2-4 aprile 2010.
La titletrack si discosta completamente dallo stile heavy metal adottato dalla band nel precedente periodo, avvicinandosi molto al pop. Gli altri due inediti, invece, sono orientati verso uno stile molto più vicino all'album swamp man (grazie alla ritmica veloce e i potenti scream di Yūsuke), pur allo stesso tempo discostandosene, con sonorità più leggere, chitarre meno distorte e un predominante slapping di Mackaz (in night light parade).
Con 1 560 copie vendute, Re:ache si classificò al 57º posto nella classifica Oricon, rimanendovi stabilmente per due settimane di fila.

## Lista tracce

### CD
1. Re:ache (リ:エイク?) (HALCA, Yūsuke, MEG)  – 4:53
2. night light parade (HALCA, Yūsuke, MEG) – 4:35
3. day dreaming (HALCA, Yūsuke, MEG) – 3:52
4. RED (Live Ver.) (HALCA, Yūsuke, MEG) – 3:56

### DVD
1. Re:ache (Video) (リ:エイク (video)?) (HALCA, Yūsuke, MEG) – 5:03
2. good bye (Video) (HALCA, Yūsuke, MEG) – 4:24
3. 'Sakura-Con 2010' Live Eizou Shuuroku Yotei (「Sakura-Con 2010」ライブ映像収録予定?)
  1. swamp man + Opening (MEG) – 2:54
  2. Intro + XYZ (HALCA, Yūsuke, Mackaz) – 4:45
  3. OVER (HALCA ver.)／"Here I am" (HALCA ver.) (High and Mighty Color) – 8:20
  4. Main Conversation 1 – 2:13
  5. hate (HALCA, Yūsuke, SASSY) – 4:58
  6. day dreaming (HALCA, Yūsuke, MEG) – 3:57
  7. fly me to the other moon／G∞VER (HALCA, Yūsuke, Kazuto／High and Mighty Color) – 5:18
  8. living (HALCA, Yūsuke, SASSY) – 3:37
  9. Main Conversation 2 – 0:18
  10. night light parade (HALCA, Yūsuke, MEG) – 4:39
  11. good bye (HALCA, Yūsuke, MEG) – 4:12
  12. RED (HALCA, Yūsuke, MEG) – 4:18
  13. PRIDE (HALCA ver.) (High and Mighty Color) – 4:45
  14. Ichirin no Hana (HALCA ver.) (一輪の花 (HALCA ver.)?) (High and Mighty Color) – 5:23

## Formazione
- HALCA – voce
- Yūsuke – voce
- MEG – chitarra solista; chitarra ritmica in OVER, "Here I am" e Ichirin no Hana; cori in OVER, "Here I am" e RED
- Kazuto – chitarra ritmica; chitarra solista in OVER, "Here I am" e Ichirin no Hana; assolo di chitarra in hate; cori in OVER, "Here I am" e RED
- Mackaz – basso
- SASSY – batteria